# Literatura v Interlingue
Literatura v Interlingue vključuje zbirko izvirnih in prevedenih leposlovnih in neleposlovnih del v jeziku Interlingue (prej imenovanem Occidental), ki ga je ustvaril Edgar de Wahl. Večina teh del je kratkih zgodb in prevodov, objavljenih v glavnem časopisu jezika, Cosmoglotta, obstajajo pa tudi daljši romani in pesniške zbirke, zlasti avtorjev, kot so Vicente Costalago, Jan Amos Kajš in Jaroslav Podobský.

## Zgodovina

### Ozadje
Interlingue, prvotno imenovan Occidental, je mednarodni pomožni jezik, ki ga je leta 1922 ustvaril estonski učitelj Edgar de Wahl. Besedišče jezika izhaja predvsem iz zahodnoevropskih (zlasti romanskih) jezikov, z močnim vplivom angleščine. Jezik je bil prvič predstavljen v reviji Kosmoglott (kasneje Cosmoglotta) in je hitro pridobil privržence. Zgodnja dela so pogosto uporabljala nestandardne pravopisne in slovnične oblike zaradi pomanjkanja standardizacije in jezikoslovnih priročnikov.

### Prve publikacije
Prva znana publikacija v jeziku Interlingue je bila knjiga Transcendent algebra, mathematical ideography, experiment of a philosophical language estonskega lingvista Jakoba Linzbacha. Prevod v Interlingue je opravil de Wahl sam, še preden je bil jezik dokončno oblikovan – v tistem času je bil znan kot "Auli".

### Prevajanja in izvirna dela
Prvo literarno delo je bil prevod pesmi Hymne (avtor Kaarlo Hammar), ki ga je leta 1925 objavil Kaarle Julius Saarinen v Kosmoglott.
Leta 1926 so bili prevedeni Goethejevi pesmi Wandrers Nachtlied in Tagorejev Nationalism in the West.
Leta 1927 so sledili prevodi perzijskega pesnika Saadija in Hermanna Keyserlinga.
V 30. letih 20. stoletja so bili objavljeni prevodi Balmontove pesmi Ú es mi hem?, dela Manuel Menendez avtorja De Amicisa in Poejeve Un descense in li Maelstrom. Med izvirna dela spadajo pesniška zbirka Li Astres del Verne (Podobský), zgodba Krasina, raconta del subterrania del Moravian carst (Kajš) ter zbirka kratkih zgodb Historiettes in Occidental (Ric Berger, 1930).
Leta 1951, po nastanku Interlingua (IALA), je veliko uporabnikov Occidentala – vključno z Ricom Bergerjem – prešlo na novi jezik, kar je oslabilo gibanje in sčasoma pripeljalo do prenehanja izhajanja revije Cosmoglotta leta 1985. Don Harlow, esperantski avtor, je jezik v tem času označil za »mrtev jezik«, kot ga je poimenoval tudi urednik Adrian Pilgrim.
Kljub temu so v 50. in 60. letih še vedno izhajali prevodi: Un matre parla (Jiří Marek, 1954), Li alocution al chefes de Lebak (Multatuli), Camises Nuptial (Karel Jaromír Erben), Un Adío (Arvid Brenner), Un Desertor (Bo Bergman, 1958), ter pesmi nemških, francoskih in angleških avtorjev v zbirki Poemas (1964).

### Obnova po letu 2000
Obnova jezika se je začela leta 1999 z ustanovitvijo Yahoo! skupine. V zgodnjih 2000-ih je bila ustvarjena Wikipedija v jeziku Interlingue, ki je do leta 2020 vsebovala več kot 5.000 člankov.
Po letu 2000 so začela izhajati nova besedila: najprej prevod Stendhalovega romana Li Cartusie de Parma (Robert Winter, 2011), nato Li Munde de Sandra (2012), Mali princ (2014) in Li Romance de Photogen e Nycteris (2019).
Med leti 2021 in 2023 je Vicente Costalago izdal več izvirnih del in prevodov, kot so: Li sercha in li castelle Dewahl e altri racontas, Li tresor de Fluvglant, Subuqti, Verses escapat de mi mente, ter antologije Antologie hispan, Fabules, racontas e mites in Antologie de poesie europan. Druga pomembna avtorica je Dorlota Burdon, ki je objavljala zgodbe v Posta Mundi in prevedla Norec Khalila Gibrana.

## Pomembni avtorji
- Jan Amos Kajš
- Jaroslav Podobský
- Engelbert Pigal
- Abram Kofman
- A. E. Cortinas
- Ilmari Federn
- Thomas Schmidt
- Dorlota Burdon
- Vicente Costalago